# Poken

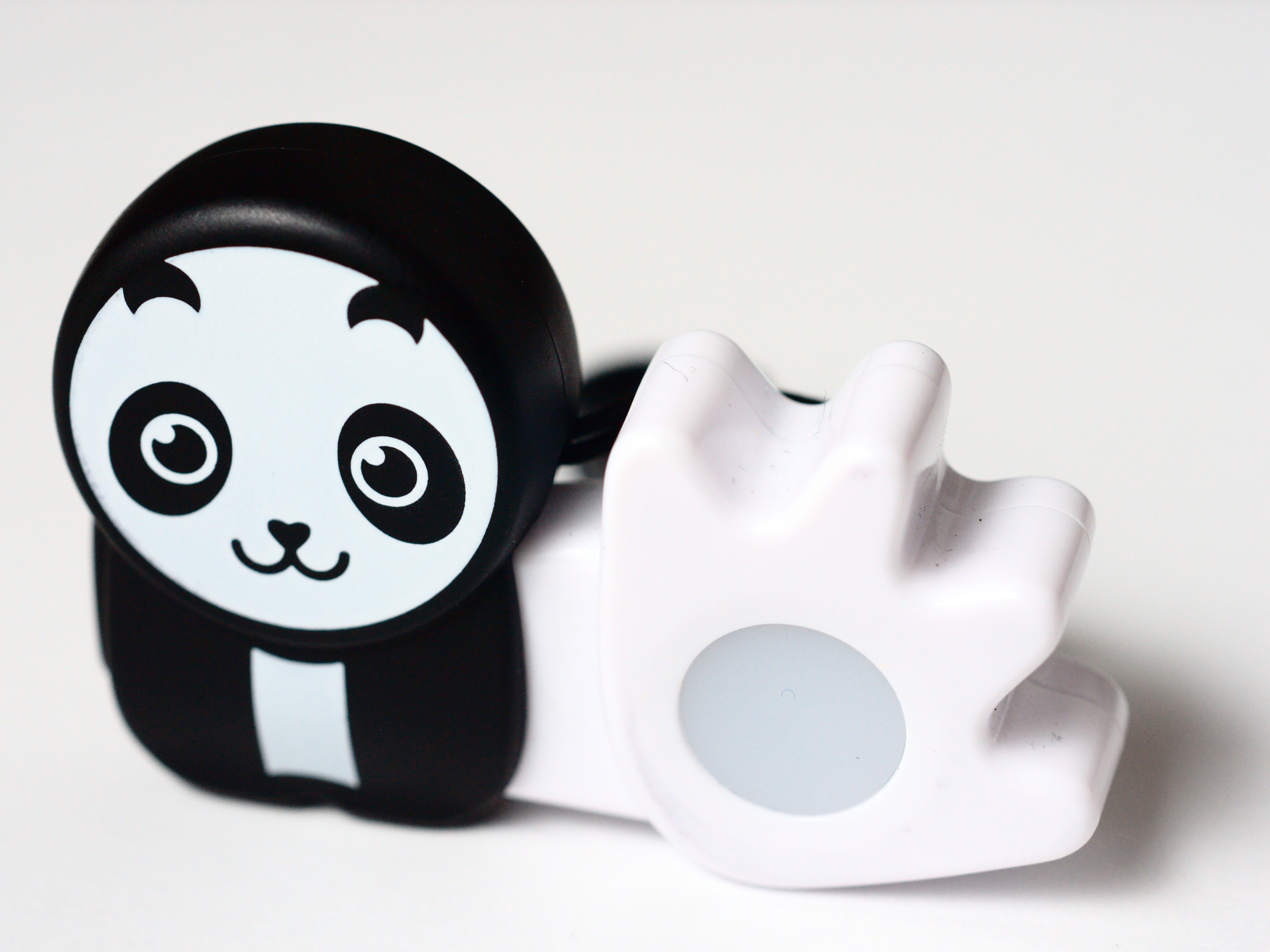
Poken

Poken je kombinace USB flash disku, RFID čipu a webové databáze uživatelských profilů. Každý si může Poken koupit, registrovat se na webu DoYouPoken.com a vložit zde své kontaktní údaje, zejména odkazy na své profily v sociálních sítích. Ve chvíli, kdy se potkají dva lidé s Pokenem, pomocí "plácnutí si" (ťuknutím dvou Pokenů o sebe) si tyto dva Pokeny předají informaci jeden o druhém a po připojení Pokenu k internetu se databáze aktualizuje o nové údaje – propojení dvou profilů. Poken tak slouží jako vizitka.
Pokeny mají většinou jeden základní tvar, ale různý vnější vzhled, obličej.